# Спасский храм (Екатеринбург)
Храм Всемилостивого Спаса — православный храм в Екатеринбурге, находится в юрисдикции Русской православной церкви. Входит в состав Ново-Тихвинского женского монастыря.

## История храма
31 декабря 1809 года по указу Александра I на окраине Екатеринбурга был учрежден Ново-Тихвинский монастырь, первой настоятельницей которого стала Татьяна Митрофанова-Костромина, постриженная под именем Таисии). Обитель быстро стала крупным монастырем — в 1819 году в ней насчиталось 135 насельниц. Устав монастыря был утвержден в 1822 году, причем обитель получила привилегию — настоятельницу сестры могли избирать из своей среды. Это была привилегия, так как, как правило, настоятельницу назначали «сверху». О размере монастыря свидетельствует план 1819 года. На нём видно, что на прямоугольном участке располагались пять разрозненных келейных корпусов, хозяйственные постройки, а также две церкви. Территория монастыря делилась на три участка: южный (хозяйственные дворы и огород), центральный (жилые здания и церкви) и северный (кладбище). В 1820-е — 1830-е годы у монастыря появилась заимка к югу от Екатеринбурга в посёлке Елизавет. Часть земельных участков была приобретена обителью, еще 130 десятин пожалованы властями. Так появилась Елизаветинская заимка, изначально предназначавшаяся для полевых работ. На ней постоянно жили 19 сестер, а во время страды приезжали еще около 20. Первое время на заимке был только сарай для хранения хлеба и сена. При игумении Магдалине (Неустроевой) на заимке были выстроены деревянный келейный корпус, каменные два овина, коровник и конюшня. Для руководства заимки была назначена старшая сестра, которая на ней проживала постоянно. В период с 1821 по 1876 годы это послушание было возложено на Агафонику (Бородулину). Она была назначена в возрасте 43-х лет и руководила заимкой до своей смерти в возрасте 98 лет. Иногда заимку посещала игумения. Храма при заимке не было. Однако заимка находилась недалеко от Ново-Тихвинского монастыря. Кроме того, к югу от заимки располагался поселок Уктус, имевший свой храм. Таким образом Елизаветинская заимка оказалась между Екатеринбургом и поселком Уктус.
C середины XIX века Ново-Тихвинский монастырь становится одним из крупнейших на Урале, в него стекаются многочисленные паломники, приходивших поклониться Тихвинской иконе Богородицы. В этот период быстро росло число насельниц: 381 в 1866 году, 510 — в 1881 году, 605 — в 1890 году. Соответственно увеличилось и монастырское хозяйство. Елизаветинская заимка из чисто хозяйственной части превращается в подворье. В 1872 году на Елизаветинской заимке был заложен, а в 1876 году освящен Храм в честь Всемилостивого Спаса. Северный придел, во имя великомученицы Параскевы, был освящен 11 июня 1878 года (престольный праздник 10 ноября по н. ст.), а южный придел, во имя Архистратига Михаила, 15 июня 1880 года (престольный праздник 21 ноября по н. ст.). В начале XX века (по данным ревизии 1903—1904 годов) на подворье жили старшая монахиня Евпраксия, две монахини и 32 послушницы. Они занимались рукоделиями, держали 35 коров и 12 лошадей.

## Советский период

Здание храма в 1980-е годы

После закрытия монастыря в 1921 году храм сначала стал приходским. Хозяйство заимки было полностью разорено — конфискована земля, на которой разместили колхоз. В 1922 году из храма была изъята драгоценная утварь. Однако храм продолжал действовать, причем оставался «тихоновским», не перейдя в обновленческий раскол. В 1938 году храм был закрыт, а его здание передано под цех камвольного комбината и склад. Здание храма пережило три пожара и к 1988 году находилось в аварийном состоянии.

## Возрождение храма
Накануне повторного открытия в 1989 году храм находился в полуразрушенном состоянии. Спасский храм стал первым возвращённым из поругания храмом Екатеринбурга. В мае 1989 года в храм были принесены из запасников музея мощи праведного Симеона Верхотурского и пребывали в нем до 1992 года, когда были перенесены в Верхотурский Свято-Николаевский монастырь (частица мощей осталась в храме).

## Настоящее время
В 2000 году в Туринске были обретены честные мощи преподобного Василиска Сибирского; они были перенесены в Спасский храм и пребывают там ныне. Преподобный Василиск Сибирский был прославлен в лике святых угодников Божиих в 2004 году.
В храме покоится часть мощей святого праведного Симеона Верхотурского и ларец с частицами ста мощей монахов, подвизавшихся в пещерах Киево-Печерской лавры.

## Контактная информация
Адрес: Екатеринбург, ул. Бисертская, 12а.

Проезд: автобусы: 47, 51, 52, 57 до ост. «Дом Культуры» ; или до конечной ост. «Елизавет».